# Rapport
Ten artykuł opisuje teorie, metody lub czynności niezgodne ze współczesną wiedzą medyczną.
Rapport – [ræˈpɔː] termin pochodzący z języka angielskiego, który dosłownie oznacza porozumienie. Pojęcie opisywane głównie w źródłach z zakresu Programowania neurolingwistycznego (NLP). Autorzy i praktycy NLP, powołując się na wiedzę i umiejętności Miltona H. Ericksona w zakresie pracy z klientem, wskazują na korzyści z rapportu w zakresie „natychmiastowego, głębokiego porozumienia z rozmówcą”.
Podstawą budowania komfortowego kontaktu na poziomie nieświadomym jest dopasowanie się do rozmówcy. Nie chodzi o imitowanie, naśladowanie gestów rozmówcy, a nawiązywanie do jego mowy ciała, mówienie z taką samą prędkością jak on i świadomość systemów reprezentacyjnych (inaczej powinno mówić się do „wzrokowca”, inaczej do „słuchowca”, a jeszcze inaczej do „kinestetyka”). Jako przykład podawana jest naturalna syntonia rozmawiającej ze sobą pary zakochanych.
Wyniki badań naukowych nad rapportem wskazują, że działa on w obie strony. Rzekomo dobra relacja z drugą osobą wpływa na postawę ciała, jak i odwrotnie – postawa ciała sprzyja budowaniu i rozwijaniu relacji. Rapport i jego brak porównywany jest przez praktyków neurolingwistycznego programowania do sposobu działania radia na różnych częstotliwościach. Wysyłanie komunikatów na falach długich, gdy rozmówca odbiornik ustawiony jest na fale krótkie uniemożliwia odbiór. Dla lepszego zrozumienia rozmówcy dostrajają się.

## Dopasowanie i prowadzenie
W słownictwie neurolingwistycznego programowania znajdują się dwa określenia – dopasowanie (pacing) i prowadzenie (leading) – opisujące części składowe rapportu. Dopasowanie polega na odzwierciedlaniu postawy, mowy ciała, głosu i innych czynników charakterystycznych dla drugiej osoby. Zastosowanie go prowadzi do nawiązania dobrego kontaktu. Prowadzenie jest drugim etapem rapportu. Po osiągnięciu dopasowania, druga rozmówca zaczyna podążać w rozmowie za inicjującym. Bywa to wykorzystywane w negocjacjach cenowych, wpływaniu na decyzje rozmówcy czy przekonywaniu do racji osoby, która zastosowała rapport. Przez praktyków NLP podawany jest też przykład nauczycieli dopasowujących się do swoich uczniów celem skuteczniejszego prowadzenia ich przez proces nauczania.

## Elementy składowe rapportu
- Pozycja ciała – jak siedzi rozmówca, czy jest pochylony czy odchylony, czy siedzi lub stoi prosto, czy opiera się bokiem.
- Części ciała – kąt nachylenia głowy, ustawienie barków, ramion, łokci, sposób ułożenia rąk i gdzie są trzymane, jaka jest pozycja nóg.
- Drobne elementy ciała – w jaki sposób osoba marszczy czoło, jakie są ruchy brwi, w jakim tempie mruga.
- Gestykulacja – charakterystyczne gesty występujące przy mówieniu o wartościach czy przy wyrażaniu emocji. Gestykulację powiązaną z pozytywnymi emocjami i najważniejszymi wartościami, możesz wykorzystać do prezentacji swojego punktu widzenia lub swojego produktu/usługi.
- Struktury werbalne – ponieważ każda osoba należy do jednego z systemów reprezentacji, jest wzrokowcem, słuchowcem lub kinestetykiem, różne typy posługiwać się będą charakterystycznymi zwrotami. Wzrokowiec może mówić: widzę to w jasnych barwach, świetlana przyszłość, zobaczy się co z tym zrobić, no widzisz!. Słuchowiec: brzmi to nieźle, nie gra mi to, coś mi zgrzyta, idzie śpiewająco. Kinestetyk: idzie jak po grudzie, ciężka sprawa, czujesz to?, twarda sztuka, jak po maśle...
- Cechy głosu – tempo mówienia, wysokość głosu, tembr, rytm, ton, siła głosu.
- Typowe zwroty i frazy – nieświadomie powtarzane przez rozmówcę sformułowania w formie wzmocnień lub przerywników właściwej wypowiedzi. Pojawiają się częściej od pozostałych, czasem w oderwaniu kontekstu: No, no..., fajnie, teges, normalnie, po prostu zajebiście, fajnie, cudo itp. Można to łatwo zauważyć, wychwycić i użyć w swojej mowie.
- Oddychanie – tempo i głębokość oddechów rozmówcy